# Tipula padana
Tipula padana är en tvåvingeart som beskrevs av Dufour 1981. Tipula padana ingår i släktet Tipula och familjen storharkrankar. Inga underarter finns listade i Catalogue of Life.